# Francisco de Camargo Pimentel
Francisco de Camargo Pimentel, irmão de José de Camargo Pimentel, foi capitão e morreu em 1724  em Atibaia, fundada por seu tio o Capitão Jerônimo de Camargo, em sua fazenda de cultura.

Teve lavras minerais no distrito do rio das Mortes, donde, com dois filhos naturais, extraiu grande quantidade de ouro; quando esteve nas Minas, além das próprias lavras, se ocupou da administração dos bens deixados por seu irmão o alcaide-mor, no Rio das Mortes e em Sabará, onde, por conta da cunhada, plantou roças e extraiu ouro de suas lavras.
Teve este capitão 16 filhos de sua mulher Isabel da Silveira Cardoso, morta em 1738 , filha de Salvador Cardoso de Almeida, além de dois filhos naturais, Antônio de Camargo Pimentel e Mateus de Camargo.